# نصر أباد (غرغان)
نصر أباد (بالفارسية: نصرآباد) هي قرية تقع في غلستان في إيران. يقدر عدد سكانها بـ 3,651 نسمة .